# Carlo Rovelli (Bischof)
Carlo Rovelli (* 15. Dezember 1740 in Como; † 3. Dezember 1819 in Mailand) war ein italienischer Priester, Doktor der Theologie, Publizist und Bischof von Como und Pavia.

## Leben
Carlo war Sohn des Markgrafen Carlo Camillo und dessen Ehefrau Maria Cigalini. Schon in jungen Jahren trat er in den Dominikanerorden ein und wurde 1763 zum Priester geweiht. Er war als Lektor für Theologie und Philosophie in verschiedenen Klöstern tätig und lehrte anschließend Kirchengeschichte und Dogmatik in Bologna. Er war Prior mehrerer Klöster des Ordens in der Lombardei und Provinzvater der österreichischen Lombardei.
Im Jahr 1793 wurde er Bischof von Como; 1795 besuchte er die Schweizer Gebiete seiner Diözese. 1816 wurde in Lugano ein ihm gewidmetes Gedicht in loser Folge gedruckt, um die ihm im Jahr zuvor von Franz I. angebotene Ernennung zum Erzbischof von Mailand zu feiern, die Carlo jedoch nicht annahm. Aus Altersgründen verzichtete er 1819 auf das Bischofsamt.